# Veisiejai
Veisiejai es una ciudad de Lituania, capital de la seniūnija homónima en el municipio-distrito de Lazdijai de la provincia de Alytus.
En 2011, la ciudad tenía una población de 1430 habitantes.
Se conoce la existencia de un lugar llamado "Veise" aquí desde 1253, cuando se menciona en las crónicas de los yotvingios; no obstante, no se menciona como una localidad hasta 1501. En 1525-1526, los duques de Slutsk consiguieron que la localidad tuviera derechos de mercado. En el siglo XVII pasó a pertenecer a la familia noble Masalskiai, siendo más tarde heredada por los Oginskiai. En 1956, la RSS de Lituania le dio el estatus de ciudad. Formó por sí sola una seniūnija hasta 2014.
La ciudad es famosa por ser el primer lugar de trabajo del oftalmólogo L. L. Zamenhof, quien estuvo aquí en 1885, durante la época en la que desarrolló el idioma esperanto, que publicó dos años más tarde.
Se ubica en el centro de un paisaje formado por varios pequeños lagos y lagunas, estando la propia ciudad construida sobre ambas orillas de un estrechamiento del lago Veisiejis, unos 15 km al sureste de la capital municipal Lazdijai sobre la carretera 134, y unos 10 km al este de la frontera con Polonia.